# Educação em Wisznice
Wisznice [vʲiʂˈɲit͡sɛ] é uma vila no condado de Biała, na voivodia de Lublin, no leste da Polônia. A vila possui uma escola primária e uma secundária.

## Escola primária
Em polonês: Szkoła Podstawowa im.J.I Kraszewskiego w Wisznicach
Endereço: ul. Warszawska 19

### História
A primeira escola primária em Wisznice pode ser considerada uma escola paroquial fundada em 1630. Sua criação foi ligada à fundação por Krzysztof Sapieha de uma paróquia católica romana dedicada à Assunção da Virgem Maria. A escola primária começou a operar no início do século XIX, por volta de 1823.
Com o início da Primeira Guerra Mundial, as atividades que permitiram a criação de uma escola primária polonesa foram passadas para segundo plano. Com a recuperação da independência em 1918, a escola primária polonesa iniciou sua atividade. Naquela época, a escola era de cinco anos, com um total de 182 crianças (120 meninas, 66 meninos). No início dos anos 30, 469 crianças frequentavam a escola, particularmente numerosas eram as classes I - 109, classe II - 114, classe III - 89.
O ano escolar de 1939/40 não começou como de costume em setembro. O início da Segunda Guerra Mundial mudou a face da educação polonesa por vários anos. A escola em Wisznice, como uma das muitas, foi diretamente afetada pelos ocupantes. O prédio da escola era ocupado por gendarmarias alemãs, depois soviéticas e finalmente alemãs. Soldados nazistas realizavam atividades criminosas.
Após a libertação de Wisznice da ocupação alemã em julho de 1944, era hora de reconstruir os danos da guerra. A polícia militar alemã deixou o prédio da escola em uma condição deplorável. A partir de agosto, começa um extenso período de obras de renovação. Em face de trabalhos prolongados, o aprendizado começa em 21 de setembro de 1944. Em 1983/84, a escola possuía 17 departamentos, com 436 alunos e 30 professores.
No ano letivo de 1990/91, 34 professores trabalhavam na escola. O número de alunos diminuiu à medida que a escola em Riny aumentou o nível organizacional. 424 crianças estudavam em 20 departamentos (três I, II, III e VIII). Apesar disso, os problemas continuaram com a falta de salas de aula. Os quartos do prédio do jardim de infância foram preparados para o ensino primário. Uma reforma educacional foi iniciada devido a mudanças democráticas no país. Surgiu uma escala de classificação de seis graus. Foi possível introduzir gradualmente línguas da Europa Ocidental dos graus I a VI. É também um período de modernização e renovação. Escadas e corredores, despensas e uma biblioteca foram pintadas. A caixilharia da janela foi substituída e a fachada concluída. A aparência estética do entorno do edifício foi cuidada, entre outras, com o plantio de árvores e a instalação de bancos. O primeiro andar da academia foi construído próximo à escola e outros planos de expansão foram preparados. Em 1995/1996, 32 professores em período integral e meio período trabalhavam na escola. 424 crianças estudavam em 20 enfermarias (três classes III, VII, VIII), com classes compostas de 17 a 26 alunos. 1997/98 foi um período de grandes mudanças na organização da escola. De acordo com a recomendação da Wisznice Commune, uma Equipe Educacional foi criada combinando uma escola primária com um jardim de infância (22 filiais no total). Além disso, muitas reformas foram feitas: modernização de banheiros, pintura de quartos, troca de encanamento.
O ano de 1999/2000 foi o momento da reforma da escola na Polônia - escola primária de seis anos e escola secundária de três anos foram introduzidas. Equipamentos escolares modernos foram adquiridos: equipamentos esportivos, microscópios, scanner, toca-fitas e a rede da Internet foi ampliada. Foi criada uma academia, disponível para jovens fora da escola mediante taxa. O laboratório de informática foi equipado com computadores Macintosh. Em 2001/2002, o Complexo Educacional de Wisznice foi dissolvido. Duas instituições separadas foram estabelecidas: o ensino médio e o ensino fundamental, que também incluíam um departamento de pré-escola, e uma escola primária nas classes 0-III de Riny. Obras de reforma foram sistematicamente realizadas na escola para melhorar a estética nos estúdios e consultórios médicos. Durante as férias de verão, uma nova superfície foi colocada no gramado, o estacionamento foi revestido com telhas, o gramado foi cercado. A estética dos corredores foi aprimorada ano a ano. 26 professores trabalharam no ano letivo de 2003/2004. O número de crianças na escola era de 237 em 12 departamentos, de 11 a 25 alunos por turma. O conselho escolar adquiriu 4 computadores e 2 fotocopiadoras para a escola. Também foi adquirido novo equipamento de som para os fundos fornecidos pelo Comitê de Pais. Foram feitos esforços para expandir a rede da Internet, adaptando programas multimídia: enciclopédias de assuntos, dicionários e programas de educação primária. Em 2008, a escola recebeu um workshop co-financiado pelo Fundo Social Europeu, que consistia em um servidor, 10 computadores para estudantes, um laptop, um projetor, uma impressora a laser e um scanner. A biblioteca foi equipada com dinheiro proveniente do mesmo fundo, transformando-a em um Centro de Informações Multimídia (4 computadores, impressora multifuncional). Os estudantes obtiveram acesso a uma ampla fonte de informação, a Internet. Inúmeros reparos foram realizados no jardim de infância, entre outros: reforma de banheiros, reconstrução de encanamentos, pintura de salas, troca de pisos. Mesas e bancos escolares foram comprados para o laboratório de informática.

## Escola secundária
Em polonês: Liceum Ogólnokształcące im. Władysława Zawadzkiego
Endereço: ul. Warszawska 44

### História
Na reunião da GNR em 4 de julho de 1946, foi criada uma Escola Secundária Co-educacional Privada do Conselho Nacional Municipal em Wisznice. A escola estava localizada em uma parte do prédio da comuna. Władysław Zawadzki foi nomeado diretor da escola secundária. A primeira reunião organizacional do Conselho Pedagógico foi realizada em 5 de setembro de 1946. Em 6 e 7 de setembro de 1946, foram realizados exames de admissão para as classes I - III; um total de 85 alunos foram admitidos. O primeiro ano letivo da recém-formada escola secundária começou em 9 de setembro de 1946. Por resolução do GRN em novembro de 1948, todo o prédio da comunidade foi entregue à escola. Em 1º de janeiro de 1950, a escola foi nacionalizada e recebeu o nome de Escola Secundária Estadual em Wisznice. Desde 1954, a escola é mantida em um processo contínuo de expansão e modernização:

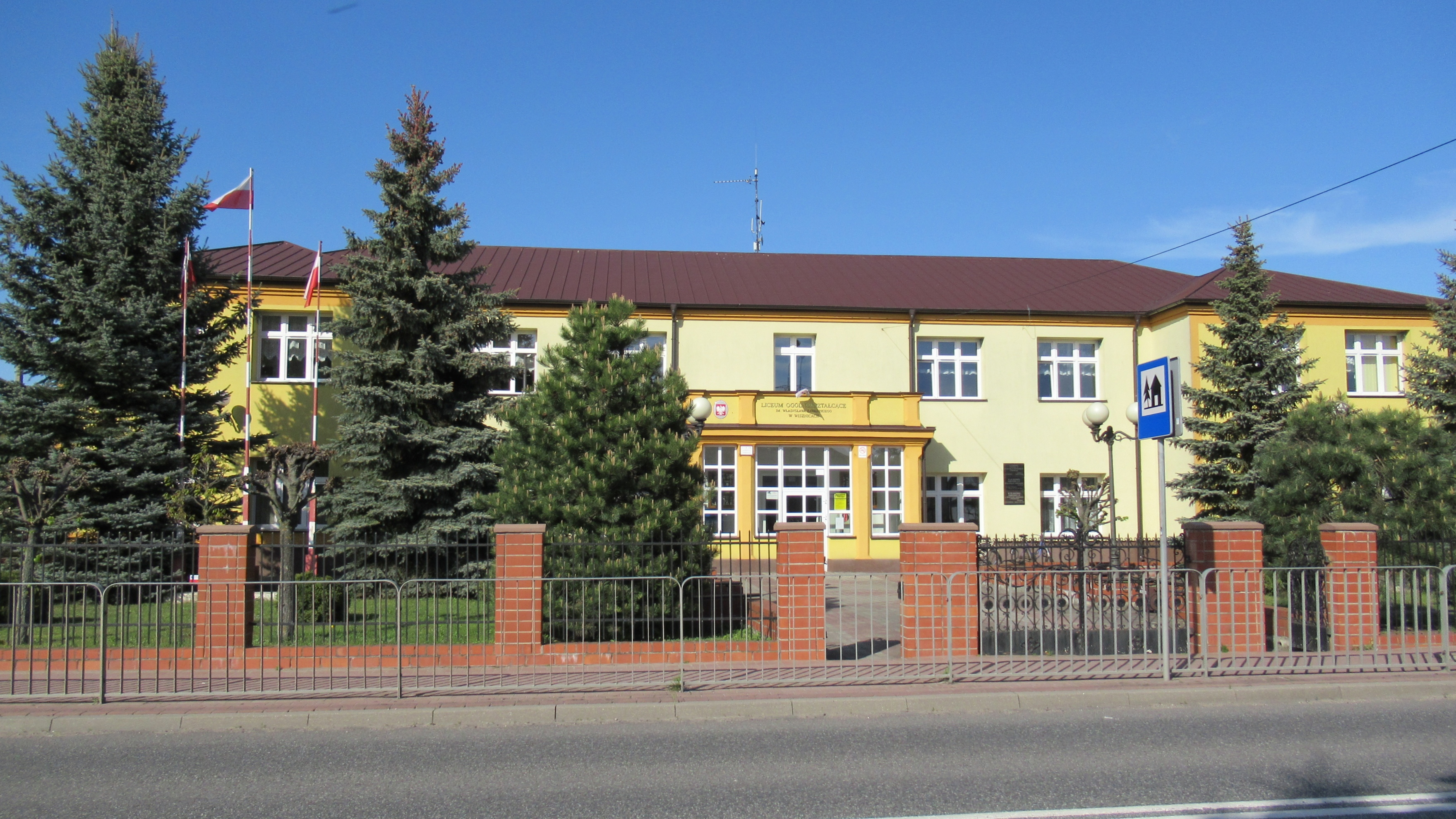
Escola secundária em Wisznice

1954 - foi adicionado um andar com 4 salas de aula,
1957-1958 - duas alas foram adicionadas com 8 quartos,
1959 - um ginásio foi construído,
1960 - uma conexão foi adicionada entre a academia e o prédio principal,
1961 - foram construídas salas para aulas técnicas e domésticas,
1964 - o piso acima do conector foi adicionado,
1969-1970 - foram acrescentados anexos e apartamentos de serviço,
1971 - foi fundado o aquecimento central,
1972 - em junho, foram adicionadas salas para armazenamento de combustível e academia, a pedido do Conselho Pedagógico, a escola recebeu o nome do Comitê Polonês de Libertação Nacional,
1973-1974 - foi montadas uma pista de salto e de corrida,
1975 - foi concluída a construção de campos de asfalto,
1980-1981 - o bloco nutricional foi modernizado,
1983-1984 - instalações esportivas ao ar livre foram ampliadas e modernizadas,
1985 - um "ginásio verde" foi construído,
1986 - 28 a 29 de junho, ocorreu a Primeira Convenção de Alumni de 1950-1980,
1989 - a caldeira de aquecimento central foi modernizada e drenada,
1990 - foram construídas uma oficina de conservadores, um vestiário esportivo e salas sociais para trabalhadores prestadores de serviços (concluída em 1992),
1991 - a escola concedida em junho de 1972 foi cancelada a pedido do Conselho Pedagógico em homenagem ao PKWN,
1992 - Em 27 de novembro, a pedido do Conselho Pedagógico, o ensino médio recebeu o nome de Władysław Zawadzki, fundador e diretor da escola, e o Comitê de Pais fundou uma faixa.
1993 - a cantina da escola foi ampliada,
1993-1996 - um novo dormitório com telhado foi construído,
1996 - a modernização da desatualizada caldeira a carvão foi concluída em uma moderna caldeira a óleo, a fachada do prédio da escola foi reformada, uma nova cerca foi construída, os pavimentos foram pavimentados com pedras de pavimentação, a vegetação foi arrumada em frente a a escola,
1997 - foi construído um estacionamento perto da escola,
1998 - a primeira etapa da expansão da escola foi retomada,
1999 - a iluminação foi substituída por uma economia de energia em algumas salas de aula,
2000 - as salas administrativas foram equipadas com modernos equipamentos de informática; a primeira etapa da expansão da escola foi concluída;
2001 - um dormitório moderno foi aberto como parte da primeira etapa da expansão da escola, uma moderna sala de computadores e um centro de informações multimídia foram colocados em operação.
2006 - 24-25 de junho - A Terceira Convenção de Pós-Graduação ocorreu no sexagésimo aniversário da High School.